# Cane (tv-serie)
Cane er en amerikansk tv-serie skabt af Cynthia Cidre, der kørte fra 25. september 2007 til 18. december 2007. Serien blev aflyst efter Writers Guild of America-strejken i 2007 og 2008, og er per maj 2008 endnu ikke sendt i Danmark. I hovedrollerne er blandt andre Jimmy Smits, Héctor Elizondo og Nestor Carbonell.